# Heeresgruppe A
Heeresgruppe A var navnet på forskellige tyske armégrupper under 2. Verdenskrig. 

## Vestfronten, 1940
Under den tyske invasion af Holland, Belgien og Frankrig i 1940 var Heeresgruppe A under kommando af general Gerd von Rundstedt, og havde ansvaret for gennembruddet af den allierede front i Ardennerne. Det var den stærkeste af de tre tyske armégrupper i angrebet med 45½ division, heraf 7 panzerdivisioner, som var samlet i Panzergruppe Kleist. 

## Østfronten, 1942
I 1942 var Heeresgruppe Süd i Ukraine og det sydlige Rusland på Østfronten. I forbindelse med sommeroffensiven Fall Blau blev Heeresgruppe Süd opdelt i Heeresgruppe A og Heeresgruppe B. Heeresgruppe A blev sendt sydpå for at erobre oliefelterne i Kaukasus, hvilket dog ikke lykkedes. 
Heeregruppe A omfattede følgende arméer: 
- 1. Panzer Armee
- 11. Armee
- 17. Armee
- 4. Rumænske Armé

## Østfronten, 1945
Den 25. januar 1945 omdøbte Hitler tre armégrupper: Heeresgruppe Nord blev til Heeresgruppe Kurland, Heeresgruppe Mitte blev til Heeresgruppe Nord og Heeresgruppe A blev til Heeresgruppe Mitte.